# 宮本佳林
宮本佳林（1998年12月1日—），歌手、演員。Hello! Pro研修生第五期成員。為Hello! Project旗下女子團體組合Juice=Juice的前成員。
隸屬於UP-FRONT AGENCY公司。2008年底加入Hello! Project Egg，2013年夏天正式出道。身高154公分。
參加過多次新成員甄選但卻落選，而後於Juice=Juice中擔任中心位置，也是團體中資歷最深的。
原定於2020年6月畢業，後因武漢肺炎的影響延期至同年12月10日畢業。畢業後將繼續以個人Solo歌手的名義活躍於藝能界。

## 簡歷

### 2008
- 11月24日，於『2008 ハロー！プロジェクト新人公演 11月 ～横浜JUMP!～』公演中，發表成為Hello! Project Egg第五期成員。

### 2009
- 7月15日，公佈被選為新ミニモニ。的新成員[2]。

### 2010
- 6月19日，公開上映電影『星砂の島のちいさな天使 〜マーメイドスマイル〜』，共演的前輩有矢口真里與前田憂佳[3]。
- 參加早安少女組第九期成員甄選。

### 2011
- 參加早安少女組第十期成員甄選、及S/mileage二期成員甄選，並進入12名最終合宿選拔。

### 2012
- 1月11日，開始播出與早安家族成員共演的電視劇『数学♥女子学園』。
- 參加早安少女組第十一期『素顏歌姬』甄選。

### 2013
- 2月3日，「Hello! Project 誕生15周年記念Live 2013冬」中發表組成團體，第一彈成員為宮本佳林、高木紗友希、大塚愛菜、植村あかり、金澤朋子，以及SATOYAMA MOVEMENT組合GREEN FIELDS成員宮崎由加。組合有增加或刪減成員的可能。[4]
- 2月25日，製作人淳君在部落格發表了新團體的名稱及團名含意。[5]
- 3月2日，出席「ピンクス＆コピンクス！スペシャルライブ」，並發行迷你專輯[6]。
- 4月3日，發行第一張獨立製作單曲「在我說之前 請抱緊我」，於4月15日的日本公信榜單曲週榜取得第25名。是早安家族中首個以第一張獨立製作單曲就登上公信榜週榜的組合。
- 4月24日，開設官方Ameba部落格。
- 6月13日，於第三張獨立製作單曲「攀登到天空去!」發行活動中，淳君宣佈Juice=Juice於夏天正式出道[7]。

## 出演

### TV
- 数学♥女子学園（2012年1月11日～3月28日、日本テレビ系）- 目黒ゆう 役。

### 映画
- 星砂の島のちいさな天使 〜マーメイドスマイル〜（2010年6月19日）- 矢野口遥 役。

### 舞台劇
- 『おじぎでシェイプアップ！』（2009年6月7日～14日、ル・テアトル銀座）- 新川凛 役。
- 散歩道楽２０１０春 『かいぶつのこども』（2010年4月8日～12日、三軒茶屋シアタートラム）- 山中留美奈 役。
- 劇団ゲキハロ第9回公演 『三億円少女』（2010年9月18日～26日、池袋サンシャイン劇場；10月16日～17日、大阪イオン化粧品シアターBRAVA!）- 川藤佳林 役。
- 空間ゼリー vol.12『今がいつかになる前に』（2010年10月30日～11月7日、池袋シアターグリーン BIG TREE THEATER）- 鮎川未来 役。
- リボーン〜命のオーディション〜（2011年10月8日～17日、全労済ホールスペース・ゼロ）- チンギス・カン 役。
- 大人の麦茶第十八杯目公演『1974（イクナヨ）』（2011年12月14日～18日、新宿紀伊國屋サザンシアター）- 古見路子 役。
- 大人の麦茶第十九杯目公演「B・B〜bumpy buddy〜」（2012年5月9日～14日、新宿紀伊國屋サザンシアター）- 東倉静 役。
- 大人の麦茶第二十杯目公演「シュガースポット」（2012年11月21日～27日、新宿紀伊國屋ホール；12月1日～2日：大阪イオン化粧品シアターBRAVA!）
- もしも国民が首相を選んだら（2013年4月24日～30日、全労済ホールスペース・ゼロ）- 佐伯 ラン役。

## 所屬團體
- Hello! Pro研修生（2008年～2013年）
- 新ミニモニ。（2009年～）
- Juice=Juice（2013年～2020年）

## 作品
- 獨立製作時期發行單曲

1. 私が言う前に抱きしめなきゃね（2013年4月3日）
2. 五月雨美女がさ乱れる（2013年5月5日會場先行發售；6月12日一般發售)
3. 天まで登れ!（2013年6月12日）

- 正式單曲

1. ロマンスの途中（2013年－月－日）

- 迷你專輯（個人）

1. コピンクス!メロディーズ〜star chart〜（2013年3月20日、アップフロントワークス）

## 外部連結
- Juice=Juice Hello!Project官方頁面 （页面存档备份，存于）
- 宮本佳林 YouTube官方頁面 （页面存档备份，存于）
- 宮本佳林Instagram  （页面存档备份，存于）